# Chiesa di Santa Maria del Conforto

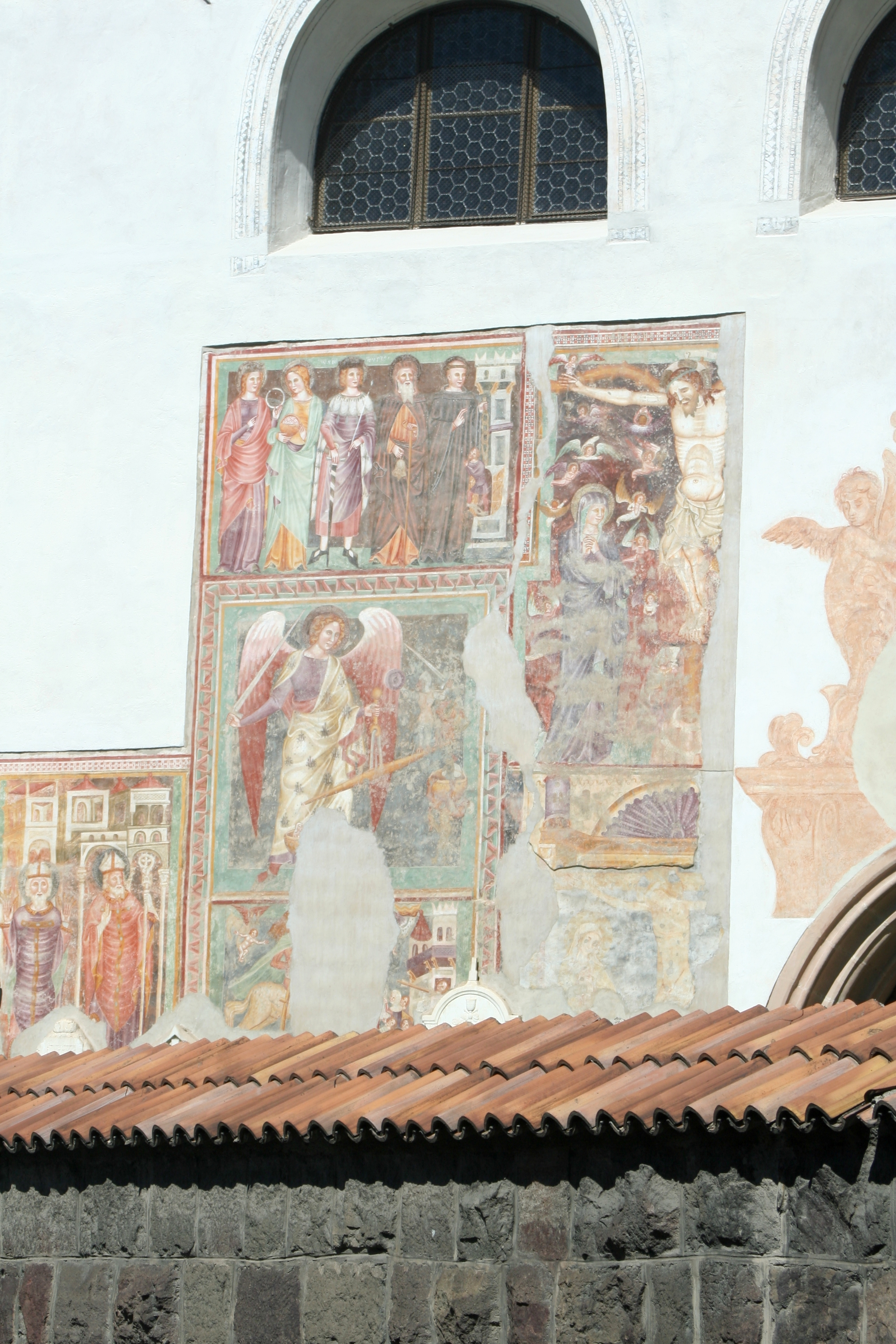
Gli affreschi esterni

La chiesa di Santa Maria del Conforto (in tedesco Maria-Trost-Kirche in Untermais) è una chiesa di rito cattolico-romano della città di Merano che si trova nel quartiere di Maia Bassa. Molto importanti per la zona sono i cicli di affreschi che custodisce.

## Storia
La chiesa è probabilmente la più antica della città: di sicure origini romaniche risale ad un periodo tra l'XII e il XIII secolo, ma probabilmente fu il risultato della modifica di una preesistente chiesetta dell'VIII secolo. I primi documenti scritti che ne documentano l'esistenza sono molto più tardi e risalgono al 1273, quando Mainardo II la donò, insieme ad altri beni, all'abbazia di Stams.
A causa della vicinanza di un ramo del Rio Nova (Naifbach), all'epoca non ancora imbrigliato nell'alveo attuale, fu più volte danneggiata e rimaneggiata. Nel XV fu ricostruito l'abside in forme gotiche. Nel 1624 il tetto della navata fu alzato e decorato con una volta a botte. Nel '700 fu costruita la cantoria per l'organo, nel 1824 il pronao e nel 1889 la cuspide barocca del campanile fu sostituita con quella attuale ottagonale.

## Affreschi
Molto importanti sono i cicli di affreschi romanici e gotici che si trovano sia all'interno che all'esterno della chiesa.
All'interno sulla parete nord si trovano gli affreschi romanici che risalgono al XII secolo e furono scoperti nel 1967 a seguito di un restauro. Sono probabilmente opera di un artista veneto e mostrano degli influssi bizantini. Rappresentano storie della vita di Maria, tra cui una rara Dormitio Mariae (morte di Maria). Trecentesco è invece l'affresco della nascita di Gesù. La volta è decorata da un affresco barocco dell'assunzione di Maria, opera di J. A. Puellacher.
Il ciclo di affreschi esterno rappresenta l'apogeo della pittura trecentesca meranese, con evidenti influssi giotteschi. Varie le scene rappresentate: in alto una scena con cinque santi (San Sigismondo al centro, Santa Caterina e Santa Dorotea a destra, Sant'Antonio Abate e San Leonardo a sinistra), al centro un arcangelo Michele, sulla destra una crocifissione, infine sulla sinistra San Nicolò (patrono della città) e San Erasmo. In basso vi era anche un affresco rappresentante il "Trionfo della Morte" che però è stato fortemente danneggiato dalle lapidi del cimitero che una volta circondava la chiesa.